# Glendo, Wyoming
Glendo är en småstad (town) i Platte County i delstaten Wyoming i USA, med 205 invånare vid 2010 års folkräkning.

## Geografi
Glendo ligger väster om Glendoreservoaren i North Platte River, som omges av Glendo State Park.

## Historia
De viktiga nybyggarlederna California Trail, Oregon Trail och Mormon Trail samt Overland Stage Line (också känd som Ponnyexpressen) passerade genom området vid North Platte River under mitten av 1800-talet. William L. Carlisle, känd som en av USA:s sista tågrånare, dödades i en eldstrid med sina förföljare i närheten av platsen i december 1919. Glendo blev självständig stad 1922.

## Turism och sevärdheter

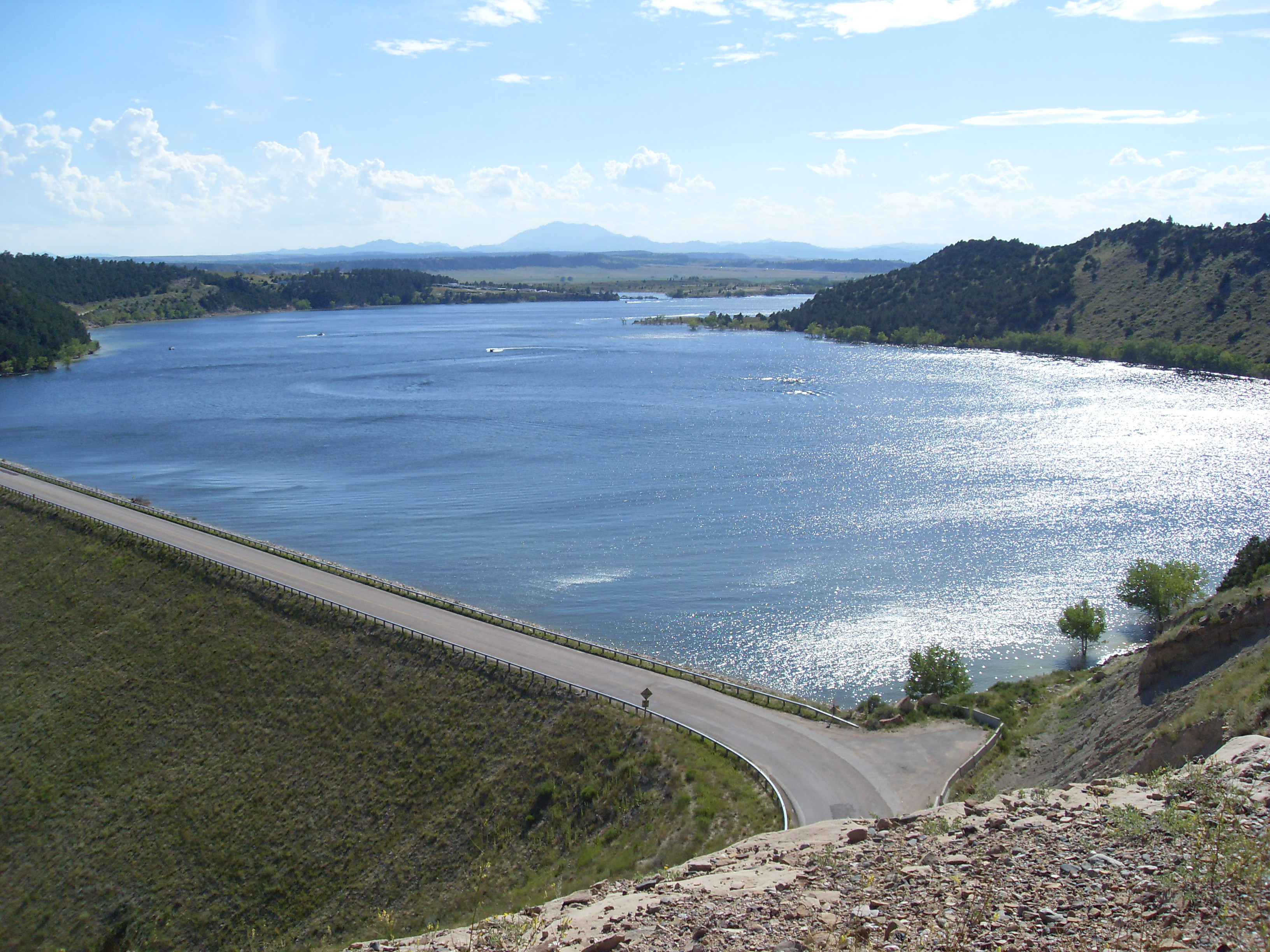
Glendoreservoaren, vy mot Laramie Peak.

Området vid Glendoreservoaren är främst känt som rekreationsområde och är ett regionalt centrum för fiske och vattensport.

## Kommunikationer
Staden ligger vid motorvägen Interstate 25. BNSF har en järnvägslinje genom staden, som sedan 1950-talet enbart används för godstransporter, framförallt kol från gruvorna i Wyoming. Norr om staden ligger det lokala flygfältet Thomas Memorial Airport.